# Illueca
Illueca est une commune d’Espagne, dans la province de Saragosse, communauté autonome d'Aragon, de la comarque d'Aranda.

## Histoire
Il en est fait mention dans "Le roman d'Eneas" édition critique, traduction, présentation et note d'Aimé Petit, Paris, Le Livre de Poche, coll. « Lettres gothiques », 1997, au vers 250 : "D'illuec tornent li messagier" Nous pouvons aussi trouver une autre occurrence dans "Le roman de Tristan" écrit par Béroul entre 1150 et 1190 que l'on retrouve dans l'ouvrage "Tristan et Iseut, Les poèmes français, La saga norroise" édition critique, traduction, présentation et note de Daniel Lacroix et Philippe Walter, Paris, Le Livre de Poche, coll. « Lettres gothiques », 1989, au vers 598 : "Iluec grant piece sont ensenble."

## Économie
L'industrie de la chaussure est une des plus importantes en Espagne.

## Lieux et monuments

Château du Pape Luna.

- Le Palais/Château du Pape Luna se dresse sur la partie la plus élevée de la ville. L'édifice actuel possède des éléments allant du XIVe au XVIIe siècle. Si sa structure reflète le plan original, son aspect est celui d'un palais de style Renaissance. Son plan est celui d'un carré. Le Pape Luna a passé sa jeunesse ici et a été enterré en ce lieu. Pendant la guerre d'indépendance, les restes du corps ont été jetés dans la rivière Aranda. Seul son crâne a pu être récupéré.
- Église de San Juan Bautista
- Maisons historiques de Illueca
- Ermitage de la Virgen de la Sierra
- Couvent (Gotor)
- Vieux Pont

## Personnalités liées à la commune
- Pape Luna (Benoît XIII)

## Fêtes
- le 4 janvier, San Babil.
- le 24 juin, San Juan.
- le 25 octobre, San Crispin